# Patrimoine culturel en Belgique

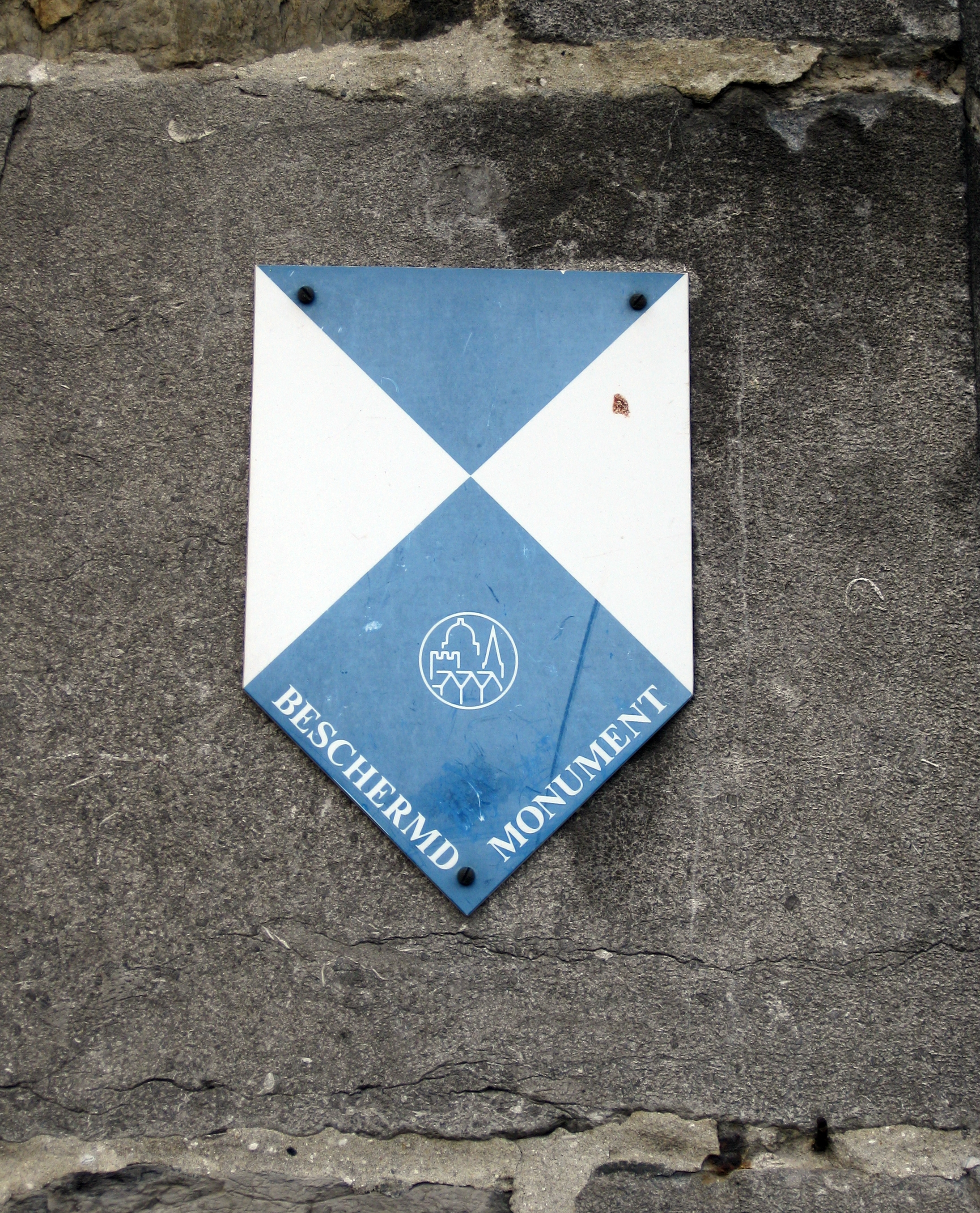
Le bouclier bleu avec la phrase Beschermd Monument sur le beffroi de Bruges.

Les biens classés (Kulturdenkmal ou Beschermd erfgoed) sont, pour chaque région, les monuments protégés de Belgique.

## Les institutions

### Institut royal du patrimoine artistique
L'Institut royal du patrimoine artistique (IRPA) est un établissement scientifique fédéral belge qui étudie, sauvegarde et valorise le patrimoine artistique belge. Depuis 1948, il associe historiens de l'art, chimistes, physiciens, restaurateurs et photographes, ce qui permet une approche interdisciplinaire des œuvres d'art. Son premier directeur était Paul Coremans.

### Commission royale des monuments et des sites
La Commission royale des monuments et des sites était une institution de Belgique, créée par le roi Léopold Ier par un arrêté royal du 7 janvier 1835 afin de procéder à la conservation des bâtiments historiques du tout jeune État. Elle était composée de neuf membres :
- le comte François de Robiano, sénateur et président de la commission,
- le comte de Beauffort,
- François-Joseph Navez, peintre d'histoire,
- Tilman-François Suys, architecte,
- Roget, ingénieur en chef des ponts et chaussées,
- Louis Roelandt, architecte à Gand,
- Pierre Bruno Bourla, architecte à Anvers,
- Bruno Renard, architecte à Tournai,
- Alexandre Decraene, architecte.

En 1968, la commission est scindée en une section francophone et une section néerlandophone. En 1989, la compétence du patrimoine est transférée aux régions. Depuis cette date, il existe donc trois commissions distinctes : la Commission royale des monuments, sites et fouilles (de la Région wallonne), la Commission royale des monuments et des sites (de la Région de Bruxelles-Capitale) et la Koninklijke Commissie voor Monumenten en Landschappen . En 1993, la Région wallonne délègue ses compétences en matière de monuments, de sites et de fouilles à la Communauté germanophone, qui crée la Königliche Denkmal-, Landschafts- und Ausgrabungskommission.

#### Personnalités liées à la Commission royale des monuments et des sites
- Auguste Cador (1822-1904), architecte de Charleroi.
- Edmond Jamar (1853-1929), architecte liégeois.
- Simon Brigode (1902-1978), architecte et professeur à l'université catholique de Louvain.
- François Wellens, ingénieur.
- Louis Stroobant (1862-1950), directeur de différentes prisons flamandes, archéologue, généalogiste et rédacteur au Folklore brabançon.
- Pierre Colman (1931-2023), Historien de l'art, Professeur à l'Université de Liège

### Entités fédérées

#### Région wallonne
En région wallonne, les protections et l'organisation des journées européennes du patrimoine sont initiées et faites par l'Agence wallonne du Patrimoine (AWaP).

#### Région flamande
Le Onroerend Erfgoed (Agence flamande du patrimoine) est une organisation scientifique autonome du Gouvernement flamand.
Créée le 5 mars 2004, à la suite d'une décision du gouvernement flamand du 14 mai 2000, elle succède à lInstituut voor het Archeologisch Patrimonium (Institut du patrimoine archéologique). Sa mission est l'inventaire et l'étude scientifique du patrimoine. 
Ses bureaux hébergent également le secrétariat d'European Heritage Heads Forum.

#### Bruxelles-Capitale
La loi du 17 décembre 1991 (article 2) définit le patrimoine immobilier bruxellois comme suit :

Tout bien immobilier présentant une valeur historique, archéologique, artistique, esthétique, scientifique, sociale, technique ou folklorique;
- à titre de monument : toute œuvre architecturale ou sculpturale, y compris les éléments qui en font essentiellement partie, immeubles par nature ou par destination;
- à titre d'ensemble: groupe de biens immobiliers, formant un ensemble urbain ou rural suffisamment cohérent pour faire l'objet d'une délimitation topographique et remarquable par son homogénéité ou par son intégration dans le paysage;
- à titre de site; toute œuvre de la nature ou toute œuvre combinée de l'homme et de la nature constituant un espace ou la construction est rare et qui présente une cohérence spatiale;
- à titre de site archéologique : tout bâtiment, ensemble ou site qui comprend ou est susceptible de comprendre des restes, objets ou traces du passé.

#### Communauté germanophone
Cette page recense l'ensemble des listes des monuments classés de la communauté germanophone de Belgique.
- Liste du patrimoine immobilier classé d'Amblève
- Liste du patrimoine immobilier classé de Bullange
- Liste du patrimoine immobilier classé de Burg-Reuland
- Liste du patrimoine immobilier classé de Butgenbach
- Liste du patrimoine immobilier classé d'Eupen
- Liste du patrimoine immobilier classé de La Calamine
- Liste du patrimoine immobilier classé de Lontzen
- Liste du patrimoine immobilier classé de Raeren
- Liste du patrimoine immobilier classé de Saint-Vith

## Gestion des monuments

### Entretien
Cet article se réfère à la rénovation de biens classé en Wallonie.
Depuis 1988, la gestion du patrimoine culturel immobilier est assurée par le Service public de Wallonie, principale administration de la Région wallonne.